# Henan Nanzi Paiqiu Dui 2015-2016
Questa voce raccoglie le informazioni riguardanti lo Henan Nanzi Paiqiu Dui nelle competizioni ufficiali della stagione 2015-2016.

## Organigramma societario
Area direttiva
- Presidente: Zhang Shaomin

Area tecnica
- Allenatore: Liang Jie
- Secondo allenatore: Wang Jin
- Assistente allenatore: Li Bin

Area sanitaria
- Medico: Lu Xueqiang

## Rosa
| N° | Nome            | Ruolo | Data di nascita  | Nazionalità sportiva |
| -- | --------------- | ----- | ---------------- | -------------------- |
| 1  | Li Rui          | C     | 15 marzo 1990    | Cina                 |
| 2  | Sun Kai         | S     | 1º febbraio 1988 | Cina                 |
| 3  | Song Chaofan    | C     | 18 giugno 1988   | Cina                 |
| 4  | Wang Jiawei     | S     | 12 gennaio 1994  | Cina                 |
| 5  | Wang Chunlin    | S/O   | 11 febbraio 1988 | Cina                 |
| 6  | Jiao Shuai      | P     | 28 gennaio 1984  | Cina                 |
| 7  | Li Yuanbo       | C     | 1º maggio 1995   | Cina                 |
| 8  | Liu Heng        | P     | 28 aprile 1993   | Cina                 |
| 9  | Gao Yi          | L     | 1º marzo 1994    | Cina                 |
| 10 | Cui Jianjun     | S     | 1º agosto 1985   | Cina                 |
| 11 | Yu Shuo         | S     | 8 luglio 1992    | Cina                 |
| 12 | Jiang Zhengyang | C     | 25 agosto 1998   | Cina                 |
| 13 | Ma Zhendong     | C     | 4 gennaio 1992   | Cina                 |
| 14 | Du Kunyu        | S     | 9 dicembre 1992  | Cina                 |
| 15 | Yu Lei          | L     | 5 giugno 1987    | Cina                 |
| 16 | Mao Jingzheng   | S     | 15 febbraio 1988 | Cina                 |
| 17 | Zhang Shihao    | S     | 1º novembre 1995 | Cina                 |
| 18 | Zhao Mudi       | P     | 7 agosto 1982    | Cina                 |
| 19 | Ba Long         | S/O   | 2 gennaio 1997   | Cina                 |
| 20 | Li Yize         | S     | 12 giugno 1997   | Cina                 |

## Mercato
| Acquisti | Acquisti        | Acquisti | Acquisti   |
| R.       | Nome            | da       | Modalità   |
| -------- | --------------- | -------- | ---------- |
| C        | Jiang Zhengyang | ?        | definitivo |

| Cessioni | Cessioni  | Cessioni | Cessioni   |
| R.       | Nome      | a        | Modalità   |
| -------- | --------- | -------- | ---------- |
| C        | Cui Qihao | ?        | definitivo |

## Risultati

### Volleyball League A

#### Regular season

##### Prima fase
| 1ª giornata - 15 novembre 2015 Nanyang City Sports Center Stadium, Nanyang  | Henan     | 0 - 3 | Bayi      | 19-25, 21-25, 31-33        |
| 2ª giornata - 19 novembre 2015 University Students Gymnasium, Pechino       | Bayi      | 3 - 1 | Henan     | 27-25, 19-25, 25-22, 28-26 |
| 3ª giornata - 22 novembre 2015 Nanyang City Sports Center Stadium, Nanyang  | Henan     | 3 - 0 | Liaoning  | 25-23, 25-22, 25-19        |
| 4ª giornata - 26 novembre 2015 Zibo City Sports Center Arena, Zibo          | Shandong  | 3 - 0 | Henan     | 25-23, 25-22, 25-10        |
| 5ª giornata - 29 novembre 2015 Glory Stadium, Pechino                       | Beijing   | 3 - 0 | Henan     | 25-19, 25-15, 25-18        |
| 6ª giornata - 3 dicembre 2015 Nanyang City Sports Center Stadium, Nanyang   | Henan     | 3 - 0 | Guangdong | 25-22, 25-20, 25-18        |
| 7ª giornata - 6 dicembre 2015 Taishan Xinning Stadium, Taishan              | Guangdong | 0 - 3 | Henan     | 17-25, 15-25, 21-25        |
| 8ª giornata - 10 dicembre 2015 Fushun City College Gymnasium, Fushun        | Liaoning  | 0 - 3 | Henan     | 22-25, 17-25, 18-25        |
| 9ª giornata - 13 dicembre 2015 Nanyang City Sports Center Stadium, Nanyang  | Henan     | 1 - 3 | Shandong  | 23-25, 22-25, 25-19, 17-25 |
| 10ª giornata - 17 dicembre 2015 Nanyang City Sports Center Stadium, Nanyang | Henan     | 1 - 3 | Beijing   | 25-22, 17-25, 17-25, 19-25 |

##### Seconda fase
| 11ª giornata - 24 dicembre 2015 Luwan Gymnasium, Shanghai                    | Shanghai | 3 - 1 | Henan    | 31-29, 25-23, 23-25, 25-17        |
| 12ª giornata - 27 dicembre 2015 University of Technology Gymnasium, Nanchino | Jiangsu  | 0 - 3 | Henan    | 22-25, 25-27, 20-25               |
| 13ª giornata - 31 dicembre 2015 Nanyang City Sports Center Stadium, Nanyang  | Henan    | 0 - 3 | Shanghai | 23-25, 23-25, 20-25               |
| 14ª giornata - 3 gennaio 2016 Nanyang City Sports Center Stadium, Nanyang    | Henan    | 3 - 1 | Jiangsu  | 25-20, 22-25, 25-14, 25-18        |
| 15ª giornata - 7 gennaio 2016 Fujian Normal University Gymnasium, Fuzhou     | Fujian   | 0 - 3 | Henan    | 15-25, 17-25, 15-25               |
| 16ª giornata - 10 gennaio 2016 Shuangliu County Sports Center, Chengdu       | Sichuan  | 3 - 2 | Henan    | 25-20, 21-25, 25-18, 20-25, 15-10 |
| 17ª giornata - 14 gennaio 2016 Nanyang City Sports Center Stadium, Nanyang   | Henan    | 3 - 1 | Fujian   | 25-21, 23-25, 32-30, 25-19        |
| 18ª giornata - 17 gennaio 2016 Nanyang City Sports Center Stadium, Nanyang   | Henan    | 3 - 0 | Sichuan  | 25-21, 28-26, 25-20               |

## Statistiche

### Statistiche di squadra
| Competizione        | Punti | In casa | In casa | In casa | In trasferta | In trasferta | In trasferta | Totale | Totale | Totale |
| Competizione        | Punti | G       | V       | P       | G            | V            | P            | G      | V      | P      |
| ------------------- | ----- | ------- | ------- | ------- | ------------ | ------------ | ------------ | ------ | ------ | ------ |
| Volleyball League A | 16    | 9       | 5       | 4       | 9            | 4            | 5            | 18     | 9      | 9      |
| Totale              | -     | 9       | 5       | 4       | 9            | 4            | 5            | 18     | 9      | 9      |

G = partite giocate; V = partite vinte; P = partite perse

### Statistiche dei giocatori
| Giocatore | Volleyball League A | Volleyball League A | Volleyball League A | Volleyball League A | Volleyball League A | Totale | Totale | Totale | Totale | Totale |
| Giocatore | P                   | PT                  | AV                  | MV                  | BV                  | P      | PT     | AV     | MV     | BV     |
| --------- | ------------------- | ------------------- | ------------------- | ------------------- | ------------------- | ------ | ------ | ------ | ------ | ------ |
| Ba L.     | ?                   | ?                   | ?                   | ?                   | ?                   | ?      | ?      | ?      | ?      | ?      |
| Cui J.    | ?                   | 321                 | 306                 | 7                   | 8                   | ?      | 321    | 306    | 7      | 8      |
| Du K.     | ?                   | ?                   | ?                   | ?                   | ?                   | ?      | ?      | ?      | ?      | ?      |
| Gao Y.    | ?                   | ?                   | ?                   | ?                   | ?                   | ?      | ?      | ?      | ?      | ?      |
| Jiang Z.  | ?                   | ?                   | ?                   | ?                   | ?                   | ?      | ?      | ?      | ?      | ?      |
| Jiao S.   | ?                   | ?                   | ?                   | ?                   | ?                   | ?      | ?      | ?      | ?      | ?      |
| Liu H.    | ?                   | ?                   | ?                   | ?                   | ?                   | ?      | ?      | ?      | ?      | ?      |
| Li R.     | ?                   | ?                   | ?                   | 33                  | ?                   | ?      | ?      | ?      | 33     | ?      |
| Li YZ.    | ?                   | ?                   | ?                   | ?                   | ?                   | ?      | ?      | ?      | ?      | ?      |
| Li YB.    | ?                   | ?                   | ?                   | 52                  | ?                   | ?      | ?      | ?      | 52     | ?      |
| Mao J.    | ?                   | ?                   | ?                   | ?                   | ?                   | ?      | ?      | ?      | ?      | ?      |
| Ma Z.     | ?                   | ?                   | ?                   | ?                   | ?                   | ?      | ?      | ?      | ?      | ?      |
| Song C.   | ?                   | ?                   | ?                   | ?                   | ?                   | ?      | ?      | ?      | ?      | ?      |
| Sun K.    | ?                   | ?                   | ?                   | ?                   | ?                   | ?      | ?      | ?      | ?      | ?      |
| Wang C.   | ?                   | ?                   | ?                   | ?                   | ?                   | ?      | ?      | ?      | ?      | ?      |
| Wang J.   | ?                   | ?                   | ?                   | ?                   | ?                   | ?      | ?      | ?      | ?      | ?      |
| Yang S.   | ?                   | ?                   | ?                   | ?                   | ?                   | ?      | ?      | ?      | ?      | ?      |
| Yu L.     | ?                   | ?                   | ?                   | ?                   | ?                   | ?      | ?      | ?      | ?      | ?      |
| Yu S.     | ?                   | ?                   | ?                   | ?                   | ?                   | ?      | ?      | ?      | ?      | ?      |
| Zhao M.   | ?                   | ?                   | ?                   | ?                   | ?                   | ?      | ?      | ?      | ?      | ?      |

P = presenze; PT = punti totali; AV = attacchi vincenti; MV = muri vincenti; BV = battute vincenti